# Lomtjärnen (Dalby socken, Värmland)
Lomtjärnen är en sjö i Torsby kommun i Värmland och ingår i Göta älvs huvudavrinningsområde. Lomtjärnen ligger i Kölarna Natura 2000-område.